# چارچوب توسعه کاربردی اوراکل
در علوم رایانه، چارچوب توسعه کاربردی اوراکل (به انگلیسی: Application Development Framework) که به‌طور خلاصه‌ای‌دی‌اف از آن یاد می‌شود، محصولی از شرکت اوراکل است که که بر اساس جاوا چارچوب نرم‌افزاریست را ارائه می‌نماید که برای ایجاد برنامه‌های سازمانی به کار می‌رود. این چارچوب براساس الگوی طراحی آماده-برای-استفاده و مشتق شده از فراداده و ابزارهای بصری، از توسعه سریع برنامه‌کاربردی پشتیبانی به عمل می‌آورد.

## تاریخچه
شرکت اوراکل بخشی از ای‌دی‌اف را در سال ۱۳۷۸ به بازار عرضه نمود. این بخش شامل اجزای مربوط به‌ای‌دی‌اف تجاری بود که با نام «جی‌بی‌او» مشهور شد که بعدها به «بی‌سی۴جی» که مخفف Business Components for Java پاول دورسی، پیتر کولتزکل، آور. م فدرمن. «کتاب جامع اوراکل [[جی دولوپر]] ۹آی». دریافت‌شده در ۳ شهریور ۱۳۹۰. تداخل پیوند خارجی و ویکی‌پیوند (کمک)
در سال ۱۳۸۴ اوراکل کتابخانهٔ ای‌دی‌اف فیسرز را به بنیاد آپاچی هدیه نمود. (ای‌دی‌اف اوراکل شامل بیش از ۱۰۰ پیاده‌سازی از اجزای جی‌اس‌اف بود.) جی دولوپر که یک محیط یکپارچه توسعه نرم‌افزار آزاد است محیط بصری را برای مدیریت داده‌های را، با استفاده از ای‌دی‌اف، برای برنامه‌های کاربردی را فراهم می‌نماید. پیاده‌سازان قادرند تا برنامهٔ کاربردی ای‌دی‌اف را بر روی کانتینرهای موافق با سکوی جاوا، نسخه سازمانی را اجرا نمایند.

## اجازه‌نامه
اجازه‌نامهٔ برنامه‌های کاربردی اوراکل براساس پرداخت هزینهٔ یک جز است. یعنی اگر کاربران اجازه‌نامهٔ برنامهٔ کاربردی اوراکل را خریداری نماید می‌تواند از ای‌دی‌اف به صورت رایگان استفاده نماید. کاربرانی که می‌خواهند ای‌دی‌اف را در یک نرم‌افزار نصب و استفاده نمایند می‌توانند یک اجازه‌نامهٔ زمان‌اجرا را از فروشگاه محلی اوراکل خریداری نمایند. کابران قادرند تا برنامه‌های کابردی ای‌دی‌اف را به صورت بدون هزینه درون اواراکل جی دولوپر آزمایش و اجرا نمایند.
شرکت اوراکل در سال ۱۳۷۵ شرکت «وبلاجیک» را خریداری نمود که دیگر هیچ برنامه با مجوز شخص ثالث نیاز نباشد، از انی روی ای‌دی‌اف شامل تمام اجازه‌نامه‌های وبلاجیک نیز خواهد بود. مشتریان خاص نیز قادرند تا به به کد مبدا نیز از طریق یک درخواست به اوراکل دسترسی داشته‌باشند.

## پیوند
- وب سایت رسمی
- توسعهٔ برنامه‌های کاربردی همراه
- مرکز آموزشی ای‌دی‌اف
- وب‌سایت ای‌دی‌اف فیسز
- سایت جی دولوپر اوراکل
- دموی مقدماتی
- آموزشی
- وبلاگ ای‌دی‌اف اوراکل
- جی‌اس‌ار ۲۲۷
- اطلاعات کتابخانهٔ جی‌پولوپر ۱۰٫۱.۳